# Provincia de Akershus
Akershus (en noruego: Akershus fylke) es una provincia de Noruega que tiene a Oslo como centro administrativo, aunque Oslo no forma parte de Akershus. Históricamente, Akershus ha sido una región del este de Noruega con Oslo como ciudad principal desde la Edad Media. Su nombre proviene de la fortaleza de Akershus, ubicada en Oslo, y esta a su vez de la antigua granja Aker, también en Oslo.
Desde la Edad Media hasta 1919, Akershus fue un feudo principal y el condado más importante, abarcando gran parte del este de Noruega. A partir del siglo XVII y hasta 2020, y nuevamente desde 2024, el término Akershus también se utiliza en un sentido más limitado para referirse a un condado central más pequeño dentro de la región del Gran Oslo. Actualmente, Akershus es el condado más poblado de Noruega, con 728 803 habitantes.

## Historia
Akershus se convirtió en un feudo en el siglo XVI; entonces también incluía las actuales provincias de Hedmark, Oppland, Buskerud y Oslo, así como los municipios de Askim, Eidsberg y Østfold. Recibe su nombre de la fortaleza de Akershus, que fue construida en 1299 y cuyo nombre significa «la casa —fortificada— de Aker».
En 1662, Akershus se convirtió en un amt y en 1685 Buskerud se separó de Akershus para formar un amt por sí mismo. En 1768, Hedmark y Oppland también fueron separados de Akershus y formaron el Oplandenes amt. Askim, Eidsberg y Trøgstad fueron incorporados a Østfold. En 1842, la ciudad de Christiania —actualmente Oslo— también fue se separó para formar su propio amt. En 1919, el nombre de amt fue cambiado por el de fylke, que se usa en la actualidad. En 1948, Aker, el mayor y más poblado municipio de Akershus, fue transferido a Oslo. Entre 1948 y 2020, la provincia de Akershus estaba formado por las regiones de Asker y Bærum, Romerike y Follo, que históricamente eran periféricas. Este condado era una continuación del antiguo subcondado de Akershus, pero sin incluir Oslo, que había sido su núcleo histórico.
En 2017, el Parlamento noruego aprobó la fusión de Akershus con las provincias de Buskerud y Østfold, formando la provincia de Viken desde el 1 de enero de 2020. Sin embargo, la fusión fue impopular. La mayoría política de la región, compuesta por varios partidos, acordó como objetivo principal disolver Viken y restablecer los antiguos condados.
El 23 de febrero de 2022, el parlamento regional de Viken solicitó al Parlamento nacional su disolución, lo cual fue aprobado el 14 de junio de 2022. Así, las provincias de Akershus, junto con Buskerud y Østfold, fueron restablecidas oficialmente el 1 de enero de 2024, conservando Akershus su antiguo escudo de armas.
Desde 1814, Akershus ha sido un distrito electoral. En 2020 se ajustaron sus límites para incluir algunas zonas cercanas como Hurum, Lunner, Rømskog y Røyken.

## Geografía
La provincia está convencionalmente dividida en los distritos tradicionales de Follo y Romerike, que conforman la mayor parte del territorio, así como el pequeño enclave al oeste de Oslo que incluye a Asker y Bærum. Este fue el resultado de la transferencia del municipio de Aker —que rodea Oslo— de la provincia de Akershus a Oslo en 1948.
Numerosos suburbios de Oslo pertenecen a Akershus, especialmente Bærum. Esto hace de la provicnia una de las zonas más densamente pobladas del país. En Akershus se encuentra también parte del lago lago Mjøsa y del río Glomma. En Akershus también se encuentra el famoso sitio histórico de Eidsvoll, 48 km al norte de Oslo. Allí la Asamblea Nacional votó la Constitución de Noruega en 1814. Las posesiones del príncipe se encuentran en Asker.

## Infraestructura
La provincia de Akershus contaba con el mayor aeropuerto de Noruega, el Aeropuerto de Oslo-Gardermoen. También cuenta con dos hospitales, el Hospital Universitario de Akershus y el Hospital Sunnaas. Las mayores líneas ferroviarias que van hacia Oslo pasan a través de Akershus, con estaciones como Asker, Sandvika, Ski y Lillestrøm.

## Escudo
El escudo de armas de la provincia de Akershus le fue concedido en 1987 y muestra un gablete de la fortaleza de Akershus.

## Municipios

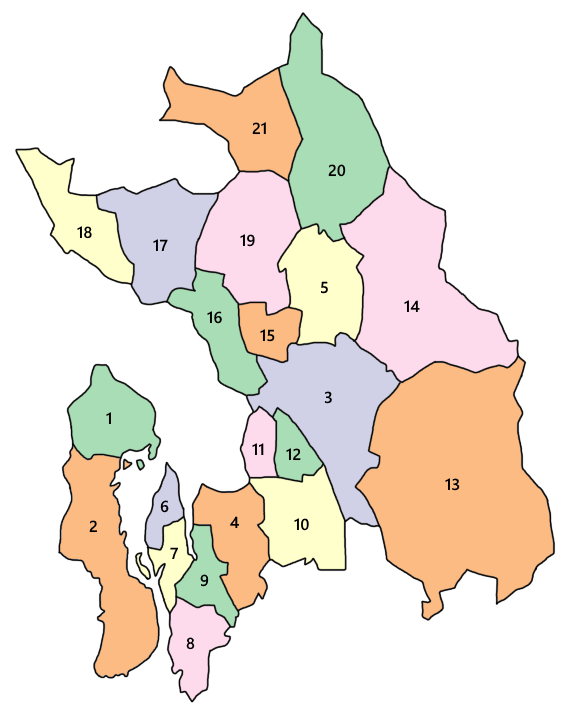
Municipios de Akershus desde el año 2024.

Akershus tenía un total de 22 municipios:
- Asker

- Aurskog-Høland
- Bærum
- Eidsvoll
- Enebakk
- Fet
- Frogn
- Gjerdrum
- Hurdal
- Lørenskog
- Nannestad
- Nes
- Nesodden
- Nittedal
- Oppegård
- Rælingen
- Skedsmo
- Ski
- Sørum
- Ullensaker
- Vestby
- Ås

## Localidades
- Åkrene
- Algarheim
- Åneby
- Årnes
- Ås
- Åsgrenda
- Aulifeltet
- Aursmoen
- Bjørkelangen
- Blaker
- Borgen
- Brårud
- Drøbak
- Eidsvoll
- Eltonåsen
- Fagerstrand
- Fetsund
- Finnbråtan
- Fjellfoten
- Fjellsrud
- Fjellstad
- Fjellstrand
- Flateby
- Frogner
- Grønlund
- Haga
- Heggedal
- Hellerud
- Hemnes
- Hogsetfeltet
- Hølen
- Jessheim
- Kampå
- Kirkebygda
- Kløfta
- Konglungen
- Kråkstad
- Langset
- Leirsund
- Lindeberg
- Løken
- Løkenfeltet
- Lommedalen
- Lørenfallet
- Løstad
- Lundermoen
- Maura
- Minnesund
- Momoen
- Neskollen
- Nesoddtangen
- Nordkisa
- Opakermoen
- Prestegårdshagen
- Råholt
- Rotnes
- Sand
- Sandvoll
- Sessvollmoen
- Siggerud
- Ski
- Skogrand
- Skotbu
- Smestad
- Sørumsand
- Teigebyen
- Tomteråsen
- Torget
- Torvik
- Vestby
- Vormsund
- Ytre Enebakk